# 宮山温泉
宮山温泉（みややまおんせん）は、群馬県利根郡川場村にある温泉。

## 泉質
- ナトリウム-塩化物冷鉱泉（低張性弱アルカリ性冷鉱泉）
  - 泉温　23.1℃

## 温泉地
県道64号で道の駅川場田園プラザに向かう途中の山あいに、温泉民宿「休み石」が存在する。
日帰り入浴不可で、宿泊者のみ入浴可能。建物は宮大工だった主人が木にこだわって、建築された。
浴室は内湯のみ。宿の名物は女将が作るもつ鍋である。

## 歴史
開湯は約30年前。当時の川場村は水道・電気も整備されていなかったため、井戸水を頼りにしていた。
民宿を営む主人達は10年後に行われた土地整備で井戸水が出なくなり、生活に困っていた。そこでもう一度、井戸を掘ろうと主人が試みるも水は出てこない。そこで弘法大師ゆかりの能満山虚空蔵堂に参拝。
再び掘ったら、水が。しかし、水質検査を行った結果、温泉が湧出した。

## アクセス
- JR上越線沼田駅よりバスで20分。

- 関越自動車道沼田ICより県道64号経由、車で10分。